# Copa del Mundo de Atletismo de 1994
La 7.ª edición de la Copa del Mundo de Atletismo se disputó entre el 9 y el 11 de septiembre de 1994 en el Crystal Palace National Sports Centre de Londres, Reino Unido.

## Clasificación por Equipos
| Pos. | Equipo         | Resultado |
| ---- | -------------- | --------- |
| 1    | África         | 116       |
| 2    | Reino Unido    | 111       |
| 3    | América        | 95        |
| 4    | Europa         | 91        |
| 5    | Alemania       | 85,5      |
| 6    | Estados Unidos | 78        |
| 7    | Asia           | 75        |
| 8    | Oceanía        | 62,5      |

| Pos. | Equipo         | Resultado |
| ---- | -------------- | --------- |
| 1    | Europa         | 111       |
| 2    | América        | 98        |
| 3    | Alemania       | 79        |
| 4    | África         | 78        |
| 5    | Reino Unido    | 73        |
| 6    | Asia           | 67        |
| 7    | Oceanía        | 57        |
| 8    | Estados Unidos | 48        |

## Resultados

### Masculino
| Evento                  | Oro                                                                           | Plata | Bronce |
| ----------------------- | ----------------------------------------------------------------------------- | --- | --- |
| 100 metros              | Linford Christie Reino Unido 10.21                                            | Olapade Adeniken Nigeria África 10.25                                                                             | Talal Mansour Catar Asia 10.31 |
| 200 metros              | John Regis Reino Unido 20.45                                                  | Frankie Fredericks Namibia África 20.55                                                                           | Geir Moen · Noruega · Europa · 20.72                                                                                              |
| 400 metros              | Antonio Pettigrew Estados Unidos 45.26                                        | Du´aine Ladejo Reino Unido 45.44                                                                                  | Inaldo Sena · Brasil · América · 45.67                                                                                            |
| 800 metros              | Mark Everett Estados Unidos 1:46.02                                           | William Tanui Kenia África 1:46.24                                                                                | Craig Winrow Estados Unidos 1:47.16                                                                                               |
| 1500 metros             | Noureddine Morceli Argelia África 3:34.70                                     | Rüdiger Stenzel · Alemania · Alemania · 3:40.04                                                                   | Mohamed Suleiman Catar Asia 3:40.52                                                                                               |
| 5000 metros             | Brahim Lahlafi Marruecos África 13:27.96                                      | John Nuttall Reino Unido 13:32.47                                                                                 | Martin Bremer · Alemania · Alemania · 13:33.57                                                                                    |
| 10000 metros            | Khalid Skah Marruecos África 27:38.74                                         | Antonio Silio Argentina América 28:16.54                                                                          | Robert Denmark Reino Unido 28:20.65                                                                                               |
| 110 metros vallas       | Tony Jarrett Reino Unido 13.23                                                | Allen Johnson Estados Unidos 13.29                                                                                | Emilio Valle · Cuba · América · 13.45                                                                                             |
| 400 metros vallas       | Samuel Matete Zambia África 48.77                                             | Oleg Tverdokhleb · Ucrania · Europa · 49.26                                                                       | Eroldine de Araújo · Brasil · América · 49.62                                                                                     |
| 3000 metros obstáculos  | Moses Kiptanui Kenia África 8:28.28                                           | Saad Shaddad Al-Asmari Arabia Saudita Asia 8:35.74                                                                | Alessandro Lambruschini · Italia · Europa · 8:40.34                                                                               |
| Salto de altura         | Javier Sotomayor · Cuba · América · 2.40                                      | Tim Forsyth Australia Oceanía 2.28                                                                                | Steve Smith Reino Unido 2.28 |
| Salto de pértiga        | Okkert Brits Sudáfrica África 5.90                                            | Jean Galfione Francia Europa 5.75                                                                                 | Alberto Manzano · Cuba · América · Andrei Tivontchik · Alemania · Europa · 5.40                                                   |
| Salto de longitud       | Fred Salle Reino Unido 8.10                                                   | Douglas de Souza · Brasil · América · 7.96                                                                        | Dion Bentley Estados Unidos 7.93                                                                                                  |
| Triple salto            | Yoelbi Quesada · Cuba · América · 17.61                                       | Julian Golley Reino Unido 17.06                                                                                   | Oleg Sakirkin · Kazajistán · Asia · 16.81                                                                                         |
| Lanzamiento de peso     | Cottrell James Hunter Estados Unidos 19.92                                    | Aleksandr Klimenko · Ucrania · Europa · 19.16                                                                     | Courtney Ireland Nueva Zelanda Oceanía 18.93                                                                                      |
| Lanzamiento de disco    | Vladimir Dubrovshchik · Bielorrusia · Europa · 64.54                          | Alexis Elizalde · Cuba · América · 61.50                                                                          | Adewale Olukoju Nigeria África 60.22                                                                                              |
| Lanzamiento de martillo | Andrey Abduvaliyev Tayikistán Asia 81.72                                      | Lance Deal Estados Unidos 81.14                                                                                   | Heinz Weis · Alemania · Alemania · 80.32                                                                                          |
| Lanzamiento de jabalina | Steve Backley Reino Unido 85.02                                               | Raymond Hecht · Alemania · Alemania · 84.36                                                                       | Gavin Lovegrove Nueva Zelanda Oceanía 82.28                                                                                       |
| Relevos 4 x 100 metros  | Reino Unido Darren Braithwaite Tony Jarrett John Regis Linford Christie 38.46 | África Frank Nwankpa( Nigeria) Emmanuel Tuffour( Ghana) Oluyemi Kayode( Nigeria) Olapade Adeniken( Nigeria) 38.97 | Estados Unidos Mark Witherspoon Roland McGhee Marcel Carter Sam Jefferson 39.33                                                   |
| Relevos 4 x 400 metros  | Reino Unido David McKenzie Du´aine Ladejo Jamie Baulch Roger Black 3:01.34    | África Simon Kemboi( Kenia) Samuel Matete( Zambia) Samson Kitur( Kenia) Sunday Bada( Nigeria) 3:02.66             | Europa · Mathias Rusterholz( Suiza) · Stéphane Diagana( Francia) · Mikhail Vodovin( Rusia) · Dimitri Golovastov( Rusia) · 3:03.26 |

### Femenino
| Evento                  | Oro | Plata                                                                        | Bronce |
| ----------------------- | --- | ---------------------------------------------------------------------------- | --- |
| 100 metros              | Irina Privalova · Rusia · Europa · 11.32                                                                          | Liliana Allen · Cuba · América · 11.50                                       | Mary Onyali Nigeria África 11.52                                                                                                 |
| 200 metros              | Merlene Ottey Jamaica América 22.23                                                                               | Irina Privalova · Rusia · Europa · 22.51                                     | Cathy Freeman Australia Oceanía 22.72                                                                                            |
| 400 metros              | Irina Privalova · Rusia · Europa · 50.62                                                                          | Fatima Yusuf Nigeria África 50.80                                            | Jearl Miles Estados Unidos 51.24                                                                                                 |
| 800 metros              | María Mutola Mozambique África 1:58.27                                                                            | Luciana Mendes · Brasil · América · 2:00.13                                  | Natalya Dukhnova · Bielorrusia · Europa · 2:02.81                                                                                |
| 1500 metros             | Hassiba Boulmerka Argelia África 4:01.05                                                                          | Angela Chalmers · Canadá · América · 4:01.73                                 | Kelly Holmes Reino Unido 4:10.81                                                                                                 |
| 3000 metros             | Yvonne Murray Reino Unido 8:56.81                                                                                 | Robyn Meagher · Canadá · América · 9:05.81                                   | Gabriela Szabo · Rumania · Europa · 9:15.16                                                                                      |
| 10000 metros            | Elena Meyer Sudáfrica África 30:52.51                                                                             | Fernanda Ribeiro Portugal Europa 31:04.25                                    | Wei Li China Asia 32:37.94 |
| 100 metros vallas       | Aliuska López · Cuba · América · 12.91                                                                            | Svetla Dimitrova Bulgaria Europa 12.95                                       | Jacqui Agyepong Reino Unido 13.02                                                                                                |
| 400 metros vallas       | Sally Gunnell Reino Unido 54.80                                                                                   | Silvia Rieger · Alemania · Alemania · 56.14                                  | Anna Knoroz · Rusia · Europa · 56.63                                                                                             |
| Salto de altura         | Britta Bilac Eslovenia Europa 1.91                                                                                | Charmaine Weavers Sudáfrica África 1.91                                      | Silvia Costa · Cuba · América · 1.91                                                                                             |
| Salto de longitud       | Inessa Kravets · Ucrania · Europa · 7.00                                                                          | Niurka Montalvo · Cuba · América · 6.70                                      | Christy Opara-Thompson Nigeria África 6.66                                                                                       |
| Triple salto            | Anna Biryukova · Rusia · Europa · 14.46                                                                           | Sheila Hudson-Strudwick Estados Unidos 14.00                                 | Ren Ruiping China Asia 13.84 |
| Lanzamiento de peso     | Huang Zhihong China Asia 19.45                                                                                    | Belsy Laza · Cuba · América · 19.07                                          | Astrid Kumbernuss · Alemania · Alemania · 18.89                                                                                  |
| Lanzamiento de disco    | Ilke Wyludda · Alemania · Alemania · 65.30                                                                        | Ellina Zvereva · Bielorrusia · Europa · 63.86                                | Daniela Costian Australia Oceanía 63.38                                                                                          |
| Lanzamiento de jabalina | Trine Hattestad · Noruega · Europa · 66.48                                                                        | Isel López · Cuba · América · 61.40                                          | Karen Forkel · Alemania · Alemania · 61.26                                                                                       |
| Relevos 4 x 100 metros  | África Faith Idehen( Nigeria) Mary Tombiri( Nigeria) Christy Opara-Thompson( Nigeria) Mary Onyali( Nigeria) 42.92 | Alemania Andrea Philipp Silke Lichtenhagen Silke Knoll Melanie Paschke 43.22 | Oceanía Monique Miers( Australia) Cathy Freeman( Australia) Melinda Gainsford( Australia) Michelle Seymour( Nueva Zelanda) 43.36 |
| Relevos 4 x 400 metros  | Reino Unido Phylis Smith Linda Keough Melanie Neef Sally Gunnell 3:27.36                                          | Alemania Karin Janke Uta Rohländer Heike Meissner Anja Rücker 3:27.59        | América · Nancy McLeón( Cuba) · Sandie Richards( Jamaica) · Idalmis Bonne( Cuba) · Julia Duporty( Cuba) · 3:27.91                |